# Moritz Feldhendler

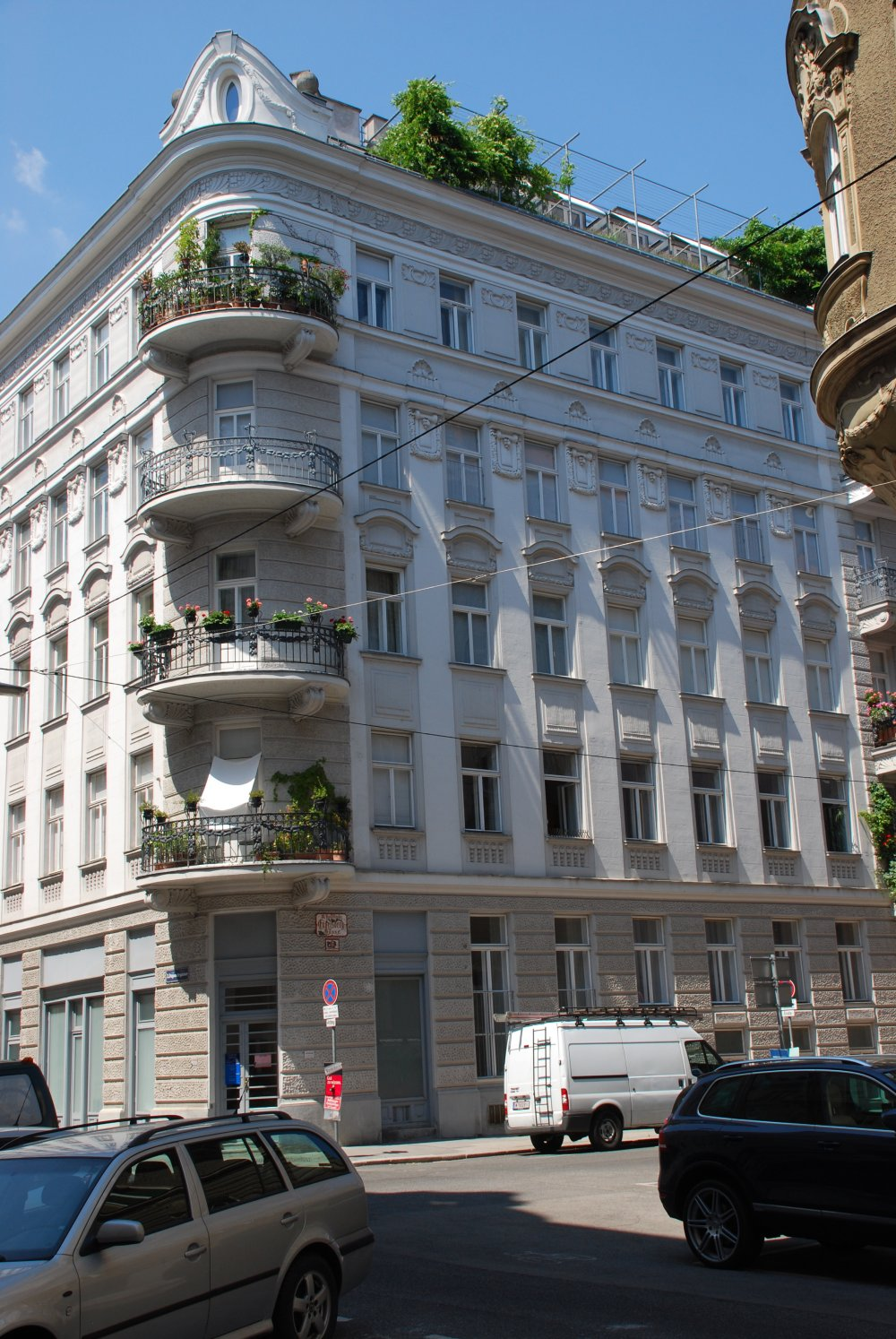
Eckhaus Dapontegasse/Engelsberggasse, Wien

Moritz Feldhendler (geb. 8. April 1858 in Bielitz, Österreichisch-Schlesien; gest. 25. Dezember 1909 in Wien) war ein österreichischer Architekt und Ingenieur, der auch in Bulgarien tätig war.

## Leben
Moritz Feldhendler war Sohn eines Getreidehändlers. Bis 1892 arbeitete er als Techniker der Bulgarischen Staatsbahnen beim Bau der Bahnstrecke Jambol–Burgas. Für die erste bulgarischen Nationalausstellung in Plovdiv 1892 wurde er mit der Bauleitung der staatlichen Pavillons beauftragt. Als Architekt arbeitete er von 1893 bis 1904 in Sofia. In Wien war er ab 1904 als Planer und Bauherr von Mietshäusern tätig. Stilistisch war er der Neorenaissance verbunden. Die Anordnung der Balkone am Haus Dapontegasse/Ecke Engelsberggasse in Wien sind ein einmaliger Beitrag zum Architekturtypus des Wiener Eckhauses.

## Werke

### Sofia
- Wohnhaus für Enka Gekova, 1893
- Bürohaus des Treuhänder-Konsortiums der Bania-Bashi-Moschee, 1904

### Wien 3. Bezirk
- Mietshaus Neulinggasse 24, 1905
- Mietshaus Dapontegasse 10/Ecke Engelsberggasse 6, 1907
- Mietshaus Rudolf-von-Alt-Platz 6, 1909